# Drottninggatan, Jönköping
Drottninggatan, ursprungligen kallad Södra Esplanaden,  är en gata på Söder i Jönköping. Den är en av de två genomförda esplanader på Söder, som lades in i stadsplanen från 1877 för att förbättra brandskyddet i staden. Den andra var parallellgatan Kungsgatan tre kvarter norrut, och i östra delen staden lades också Kilallén ut som en brandgata vid denna tid. Bakgrunden var lagtext, som tvingade de eldfängda städerna med sina trähusbebyggelser att anlägga boulevarder av paristyp.
Drottninggatan går mellan huvudentrén till Munksjö bruk vid Barnarpsgatan i öster till Idas skola och Idas park vid Klostergatan i väster och är bara 250 meter lång, med fyra kvarter norr om gatan och tre söder om. Byggnaderna utmed gatan är flerbostadshus i tre våningar från i huvudsak 1930-talet och i funkisstil.

## Byggnader och anläggningar utmed Drottningatan
- Munksjö bruk vid Barnarpsgatan
- Munkplan
- Idas skola och Idas park

## Bildgalleri

Visning
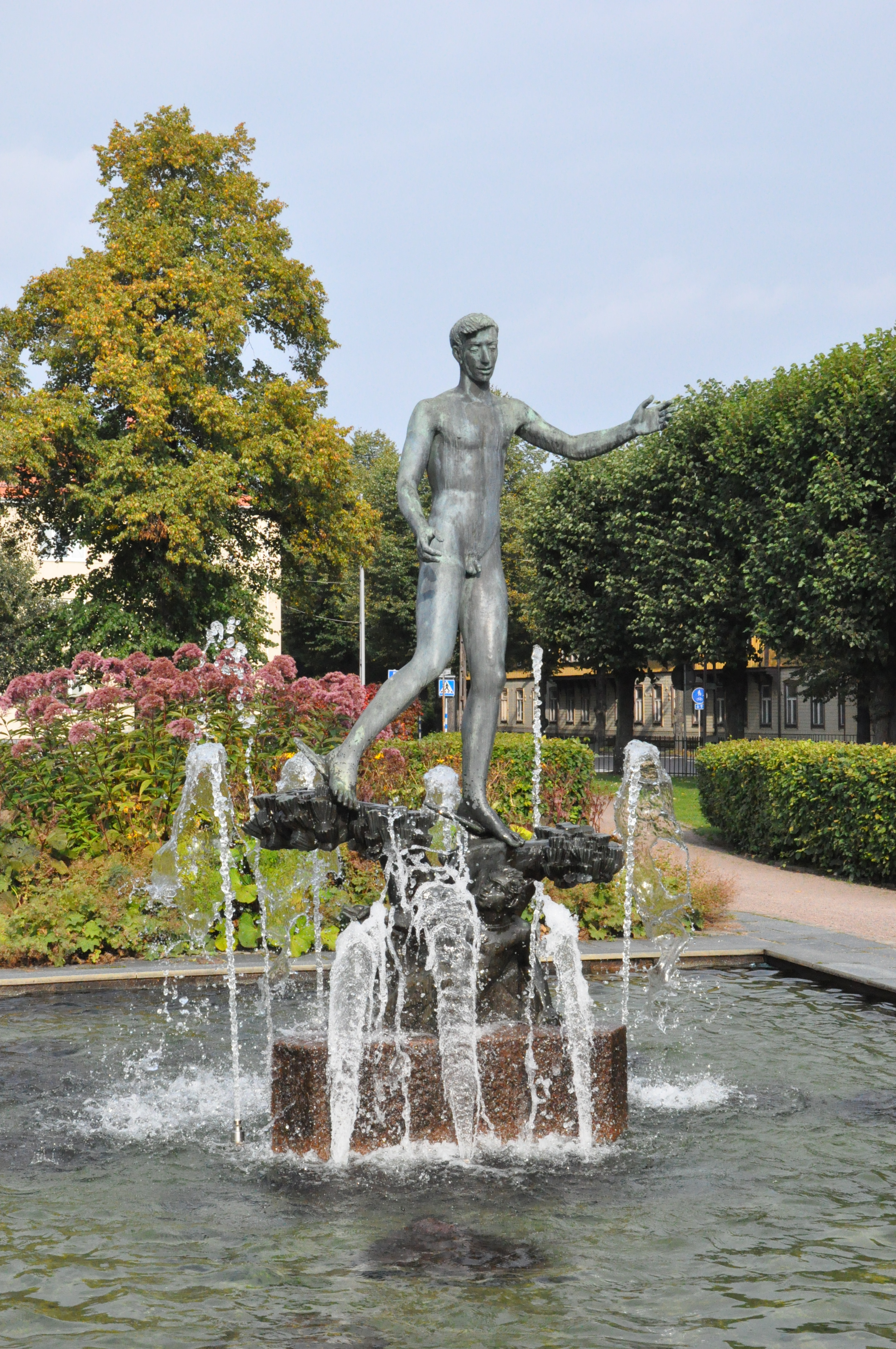
Axel Wallenbergs Hermes och Pan på Munkplan
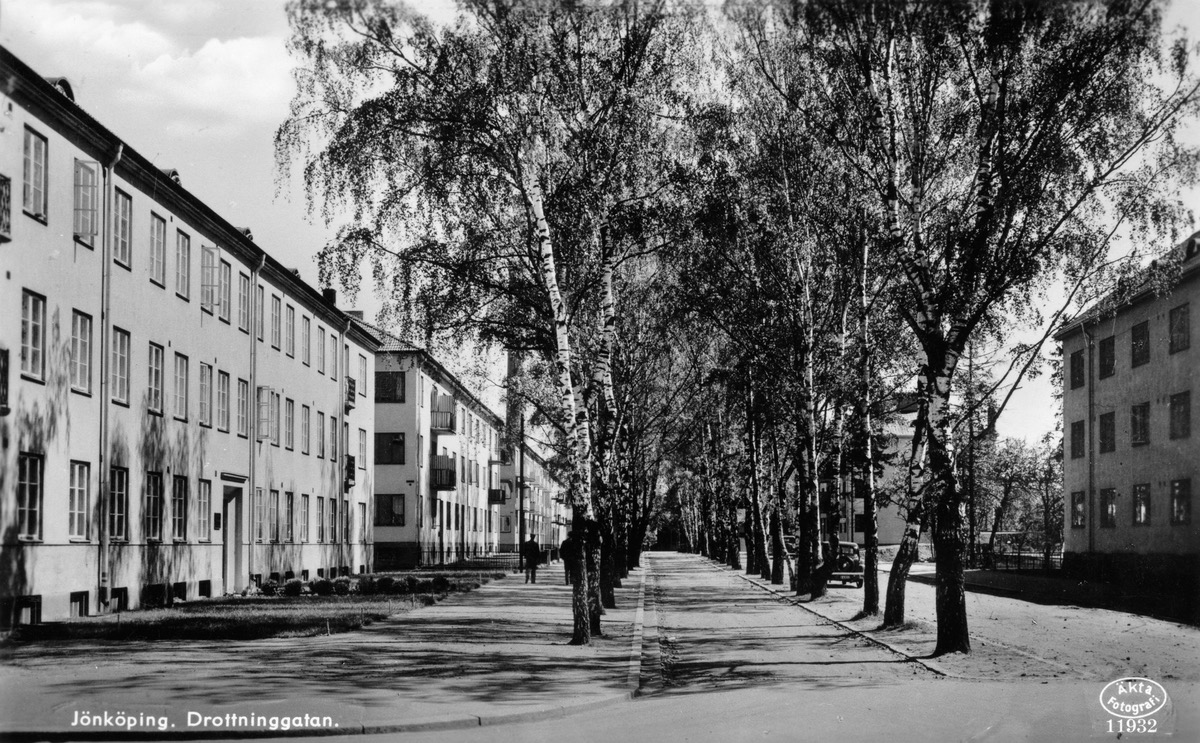
Drottninggatan västerut
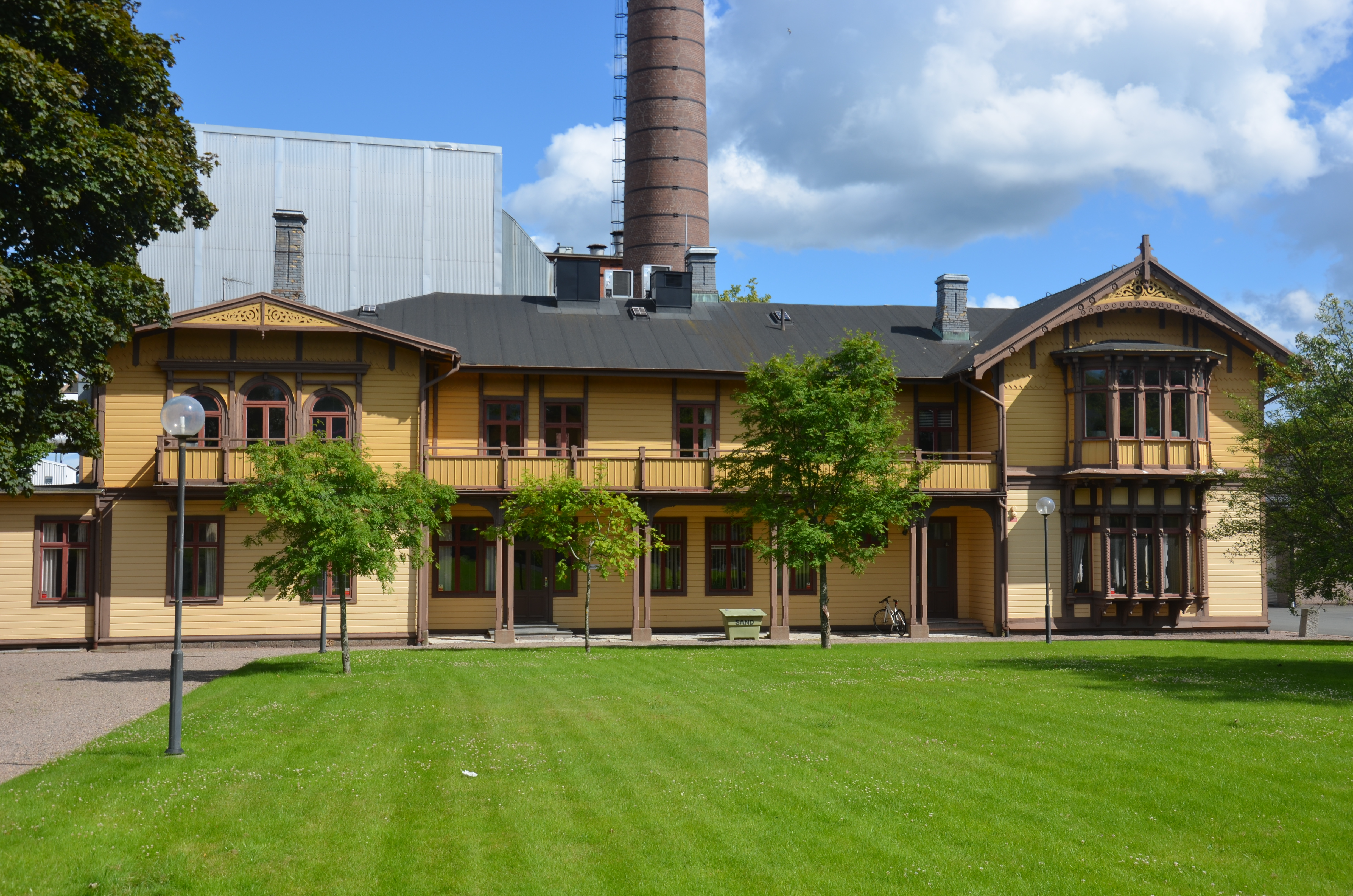
Ottonin Ljungqvists villa
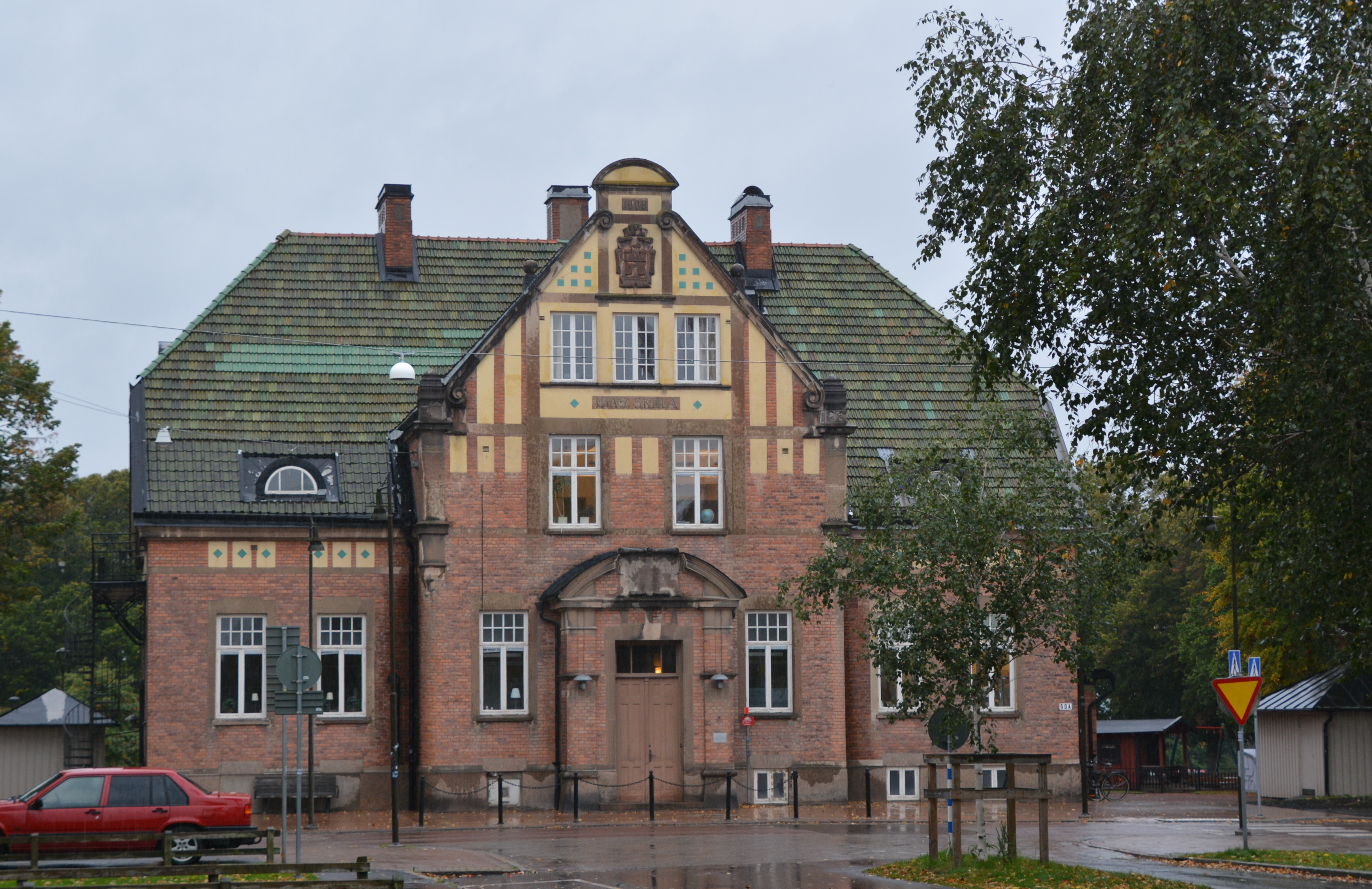
Idas skola